# Janotia macrostipula
Janotia es un género monotípico de plantas con flores perteneciente a la familia Rubiaceae. Su única especie:  Janotia macrostipula, es originaria de Madagascar donde se encuentra en la Provincia de Fianarantsoa.

## Taxonomía
Janotia macrostipula fue descrita por (Capuron) J.-F.Leroy y publicado en Adansonia, série 2 14(4): 682, en el año 1975.
Sinonimia
- Neonauclea macrostipula Capuron[3]